# Kineziologie
Kineziologie (z řeckého "kinesis" = pohyb) je věda o mechanických zákonitostech pohybového ústrojí člověka a zvířat. Zabývá se fyziologickými, mechanickými i psychologickými mechanismy, které zkoumá vizuálním hodnocením pohybu, měřením svalové a mozkové aktivity, monitorováním fyziologických, behaviorálních a kognitivních funkcí aj.
Zkoumá např.
- neurologicko-motorickou složku vyvolání a průběhu pohybu
- ideomotoriku a ideokinetiku /hybnost cílenou/
- polohocit, pohybocit, lokomoční vjem člověka
- ereismatickou funkci /udržení vzpřímené polohy/
- vztah mezi posturální a fázickou složkou pohybu
- stav a rozvoj obratných funkcí
- vliv intelektu na motoriku, plánování a předvídání pohybu
- krevní zásobení svalů při pohybu
- svalový tonus, trofiku a konzistenci
- kloubní rozsahy a dráhy pohybu
- vztahy nerv-sval-končetina
- kvantitativní hodnocení pohybu v porovnání s kvalitativním, atd.

V rámci péče o lidské zdraví aplikují poznatky z kineziologie i obory jako biomechanika, ortopedie (goniometrie kloubů), léčebná rehabilitace (svalový test), fyzioterapie, myoskeletální medicína, ergoterapie (funkční škály sebeobsluhy, orientace, výkonnosti), ale i sport a různé druhy tělesných cvičení. V Čechách kineziologii obohatil v rámci sportovní výuky a léčebné rehabilitace zejména František Véle, jeden z protagonistů Pražské myoskeletální školy.

## Vyšetření člověka
Kineziologické vyšetření provádí fyzioterapeut. Hodnotí tělo aspekcí, pohovorem, vyhmatáváním a svým funkčním myšlením. Hodnotí především (podle prof. Lewita):
- Postavení pánve (horizontálně vyrovnána či klopena vlivem rozdílu délek nohou či rotací pánevních kostí)
- Pohyblivost sakroiliakálního skloubení
- Pohyblivost atlanto-okcipitálního skloubení
- Napětí žvýkacího svalstva
- Napětí šíjového svalstva vstoje, napětí předních kývačů (mm. scaleni, stclm.) a pohyb paravertebrálního svalstva při rotacích hlavou (zvedání zadních pánevních spin)
- Hybnost sternoklavikulárního a akromioklavikulárního kloubu
- Rozsahy ramenních kloubů (resp. celého ramenního pletence – zkrácení prsních svalů, bicepsu brachii, stav mezilopatkových fixátorů)
- Páteřní rekurvaci (hyperlordóza, hyperkyfóza, skolióza, vyrovnaná páteř, předsunuté držení hlavy, trupu)
- Pružnost lumbosakrální fascie
- Napětí gluteálních svalů a hamstringů
- Rozvíjení páteře do záklonu, předklonu, úklonů
- Symetrii zátěže dolních končetin – klidovou i při šlapání na místě
- Vyšetření dechu a dechové vlny vstoje (brániční dech)
- Chůzi vpřed i vzad (kladení nohou, odvíjení, napětí a průběh lýtkových svalů a achillovy šlachy)
- Stav nožních kleneb (plochonoží)
- Napětí šíjového svalstva v sedu
- Napětí břišního svalstva vstoje i vsedu
- Symetrii těla vleže (polohocit osy, vyosení, vytočení nohou)
- Dechovou vlnu vleže
- Vyšetření kloubní volnosti vleže – rozsahy kyčlí, kolen, kluznost patel, volnost fibulární, pohyb kotníků a prstců
- a jiné…